# توبیکو

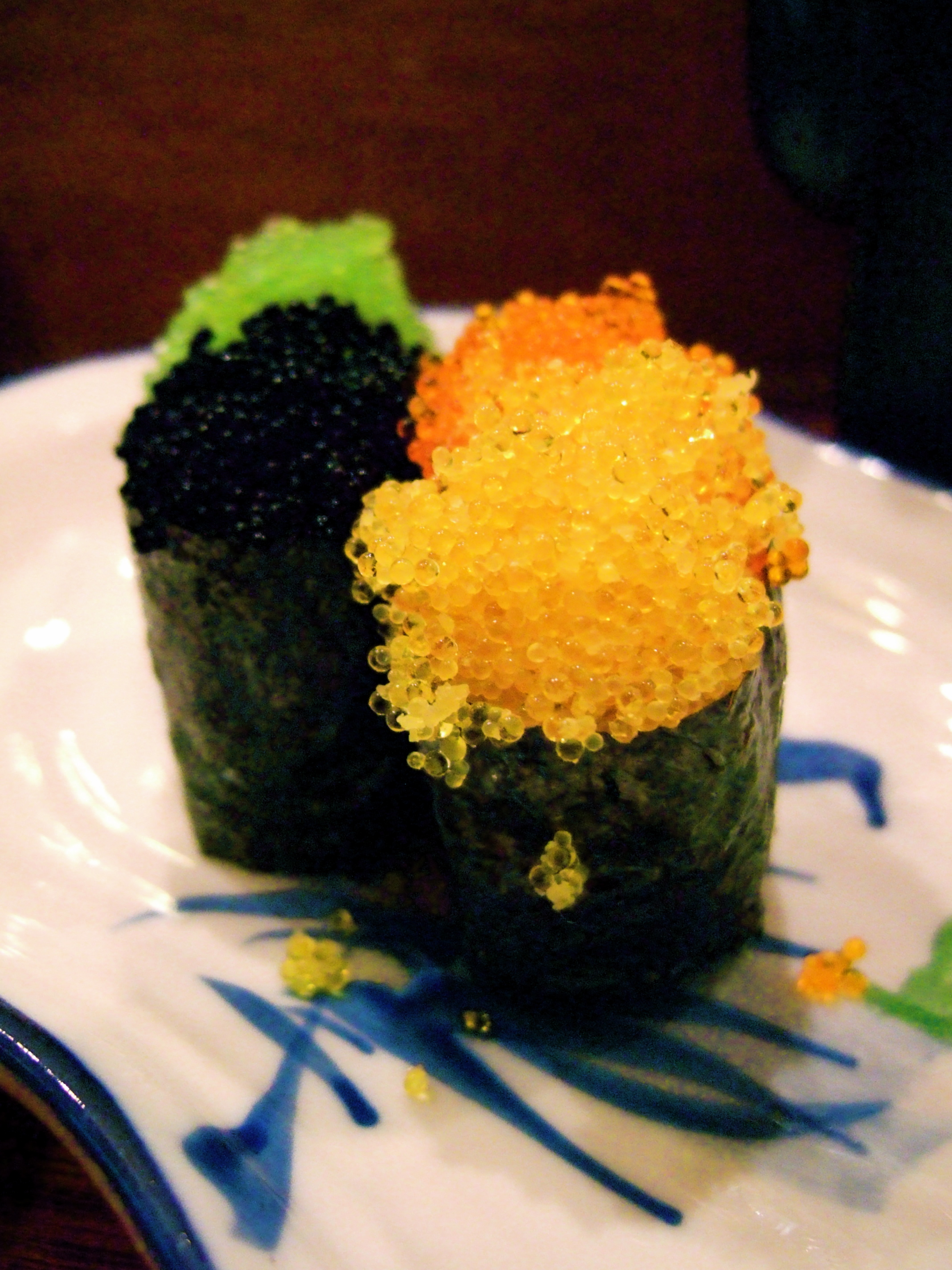
توبی بر روی گونکان‌ماکی

توبیکو (به ژاپنی: とびこ Tobiko) یکی از عناصر غذایی در آشپزی ژاپنی است. توبیکو تخم نوعی ماهی خاویار بنام ماهی پرنده است که در نمک خوابانده شده‌است. رنگ آن زرد روشن است. اندازهٔ هر یک از تخم‌ها از ایکورا کوچکتر بوده و هر تخم در حدود ۱ میلی متر قطر دارد. توبیکو یکی از موادی است که به عنوان نتا در سوشی و به‌خصوص در گونکان‌ماکی و چیراشی‌زوشی بکار می‌رود. در حال حاضر این ماهی در سواحل اندونزی بسیار صید شده و توسط این کشور صادر می‌شود.